# Marth (Computerspielfigur)
Marth (jap. マルス, Marusu) ist Protagonist mehrerer Spiele der Fire-Emblem-Reihe. Er ist Protagonist im ersten Spiel und dritten Spiel der Reihe, Fire Emblem: Shadow Dragon and the Blade of Light und Fire Emblem: Mystery of the Emblem, sowie in den Remakes dieser Spiele, Fire Emblem: Shadow Dragon und Fire Emblem: New Mystery of the Emblem. Er hat Auftritte in weiteren Spielen der Fire-Emblem-Reihe sowie in mehreren Spielen der Super-Smash-Bros.-Reihe. Marths Auftritt in Super Smash Bros. Melee war ein Grund dafür, dass die Spiele der Fire-Emblem-Reihe auch außerhalb Japans veröffentlicht wurden.

## Aussehen

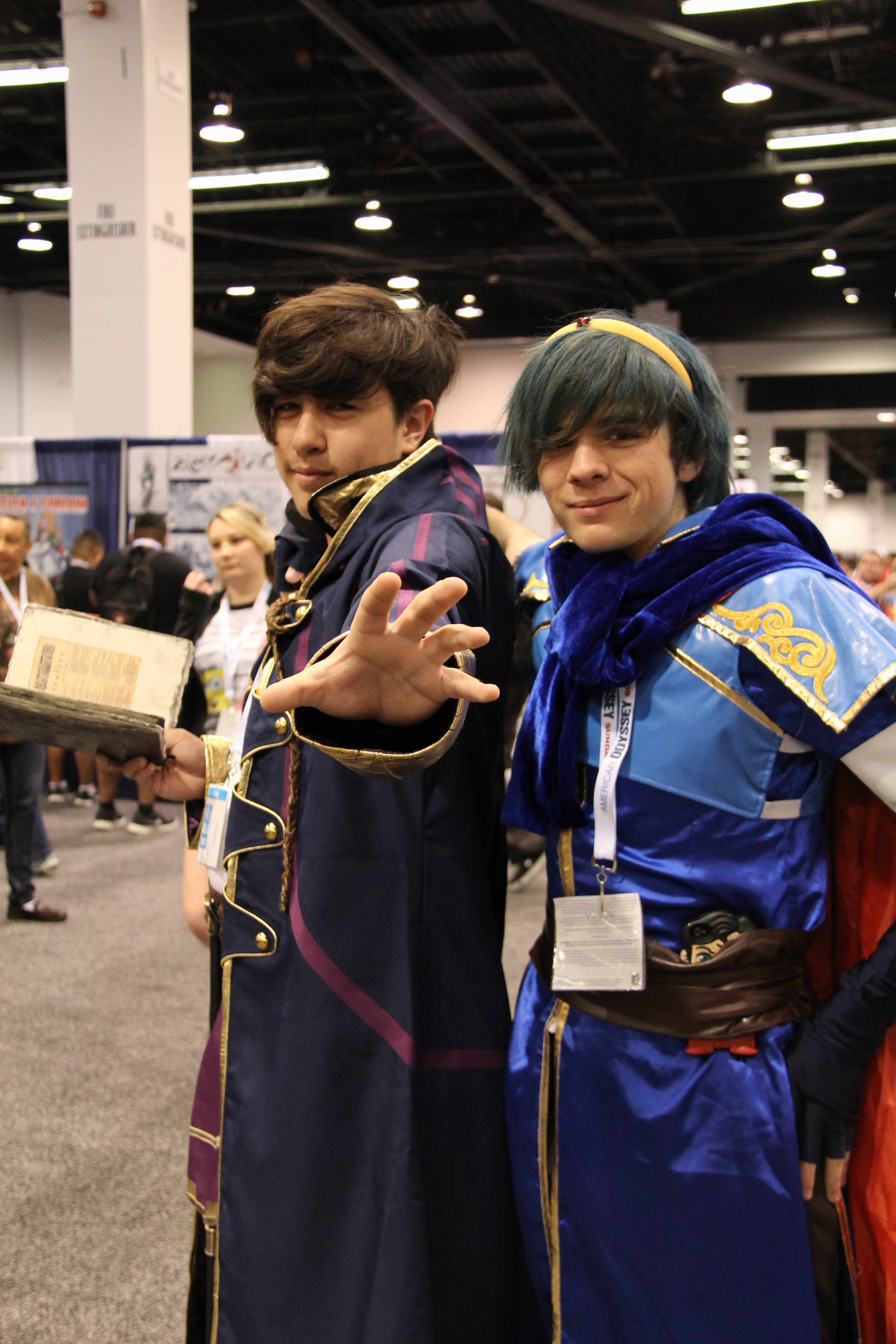
Cosplay von Daraen und Marth (rechts)

Marth ist ein junger Prinz des Königreiches Altea. Er trägt einen indigofarbenen Umhang und ein goldenes Stirnband über seinen blauen Haaren. Er führt das Schwert „Falchion“, mit dem er Medeus, den Schwarzen Drachen, besiegte.
Hikaru Midorikawa ist der japanische Synchronsprecher Marths. Im Englischen ist Yuri Lowenthal Marths Synchronsprecher.

## Auftritte
| Titel                                             | Spielkonsole                      | Jahr | Spielbar |
| ------------------------------------------------- | --------------------------------- | ---- | -------- |
| Fire Emblem: Shadow Dragon and the Blade of Light | NES                               | 1990 | Ja       |
| Fire Emblem: Mystery of the Emblem                | SNES                              | 1994 | Ja       |
| Super Smash Bros. Melee                           | GameCube                          | 2001 | Ja       |
| Super Smash Bros. Brawl                           | Wii                               | 2008 | Ja       |
| Fire Emblem: Shadow Dragon                        | Nintendo DS                       | 2008 | Ja       |
| Fire Emblem: New Mystery of the Emblem            | Nintendo DS                       | 2010 | Ja       |
| Fire Emblem: Awakening                            | Nintendo 3DS                      | 2013 | Ja       |
| Super Smash Bros. for Nintendo 3DS / for Wii U    | Nintendo 3DS, Wii U               | 2014 | Ja       |
| Codename S.T.E.A.M.                               | Nintendo 3DS                      | 2015 | Ja       |
| Fire Emblem Fates                                 | Nintendo 3DS                      | 2016 | Ja       |
| Fire Emblem Heroes                                | Android, iOS                      | 2017 | Ja       |
| Fire Emblem Echoes: Shadows of Valentia           | Nintendo 3DS                      | 2017 | Nein     |
| Fire Emblem Warriors                              | New Nintendo 3DS, Nintendo Switch | 2017 | Ja       |
| Super Smash Bros. Ultimate                        | Nintendo Switch                   | 2018 | Ja       |

Außerdem trat Marth in einer zweiteiligen Original Video Animation zu Fire Emblem: Mystery of the Emblem auf. In dieser hieß er allerdings „Mars“.

## Rezeption
Mit der Aufnahme von Marth und Roy, einem weiteren Charakter der Fire-Emblem-Reihe, als spielbare Charaktere in Super Smash Bros. Melee erschienen das erste Mal Fire-Emblem-Charaktere außerhalb Japans. Dadurch, dass Marth und Roy im Vergleich zu den restlichen Charakteren im Westen unbekannt waren und dass Marth von vielen professionellen E-Sportlern als einer der stärksten Kämpfer des Spiels angesehen wurde, wurden Spieler auch außerhalb Japans auf die Fire-Emblem-Reihe aufmerksam. Dies führte dazu, dass Nintendo den siebten Titel der Reihe Fire Emblem: The Blazing Blade (damals noch unter dem Namen Fire Emblem bekannt) als erstes Spiel der Reihe auch außerhalb Japans veröffentlichte.